# Sporting Clube da Boa Vista
Le Sporting Clube da Boa Vista est un club cap-verdien de football basé à Sal Rei sur l'île de Boa Vista. Le club est une filiale du club portugais du Sporting CP,.

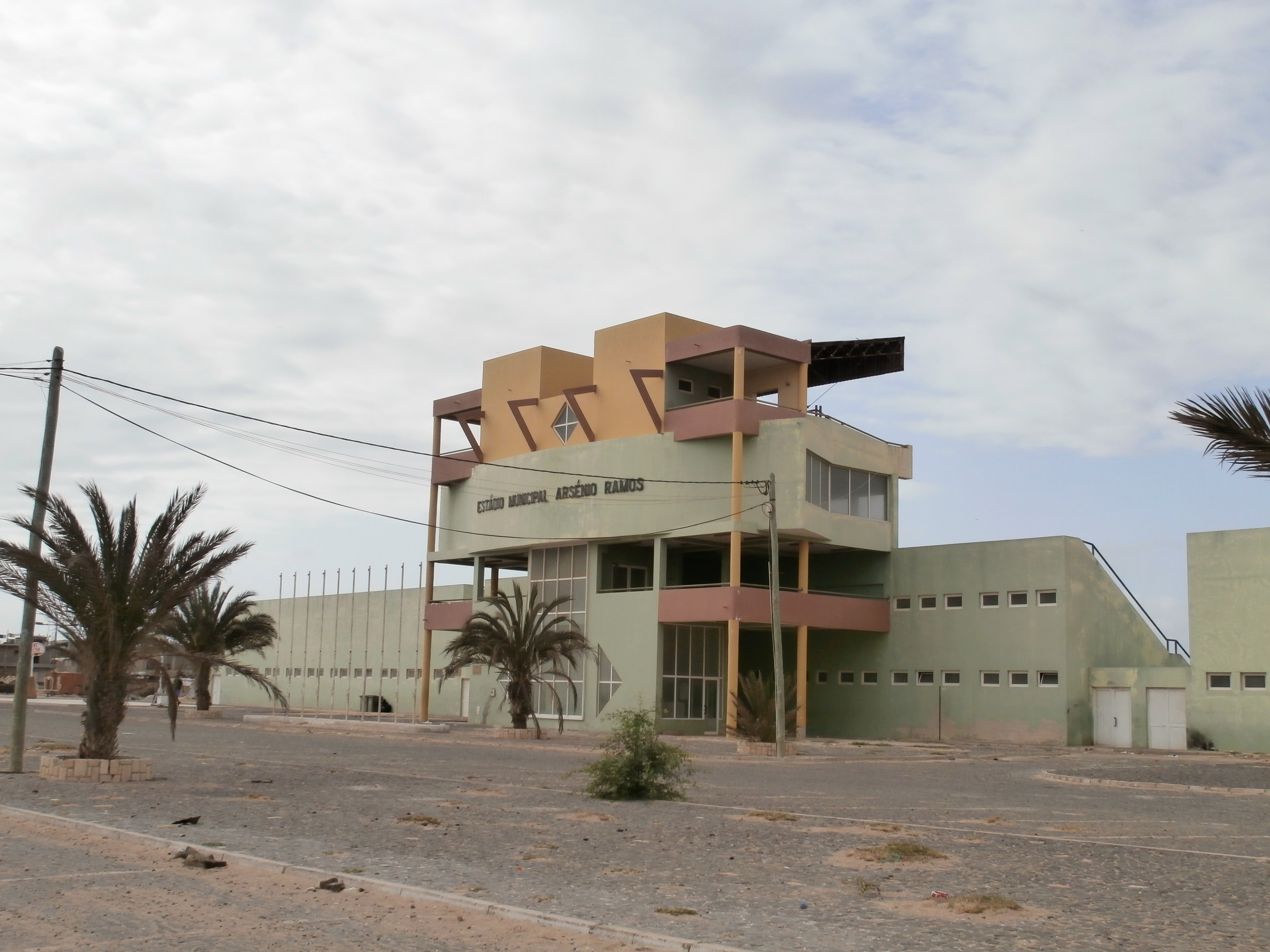
Estádio Arsénio Ramos, maison de Sporting Boa Vista

## Histoire
- 1956 : Fondation du club de ville de Sal Rei
- 2010 : Premier titre de l'île de Boa Vista

## Maillots
Les couleurs du maillot sont vertes et blanches pour les matchs à domicile et à l'extérieur.

## Palmarès
- Championnat de l'île de Boa Vista (1) :
  - Vainqueur en 2009/10

## Bilan saison par saison

### Compétition nationale
|        | Groupe | Positions | Points | Journées | V | N | D | B.M. | B.P. | Diff. |
| 2010   | 1B     | 4         | 5 pts  | 5        | 1 | 2 | 2 | 4    | 8    | -4    |
| Total: | Total: | Total:    | 5 pts  | 5        | 1 | 2 | 2 | 4    | 8    | -4    |

### Compétition régionale
|         | Groupe | Positions | Points | Journées | V | N | D | B.M. | B.P. | Diff. |
| 2009-10 | 2      | 1         | -      | 12       | - | - | - | -    | -    | -     |
| 2013-14 | 2      | 6         | 15 pts | 14       | 5 | 0 | 9 | 20   | 30   | -10   |
| 2014-15 | 2      | 5         | 15 pts | 14       | 4 | 3 | 7 | 16   | 16   | 0     |
| 2015-16 | 2      | 4         | 23 pts | 14       | 6 | 5 | 3 | 20   | 14   | +6    |